# ТМЗ-7Э846

ТМЗ-7Э846 — семейство дизельных двигателей для спортивных грузовых автомобилей, выпускаемых Тутаевским моторным заводом с 2011 года.

## История создания
В 1973 году Ярославскому моторному заводу
решено разработать более мощный
четырёхтактный дизельный двигатель, чем
ЯМЗ-238/240, рассчитанный на тяжёлые
условия эксплуатации. Таким образом
появилось семейство дизельных двигателей
ЯМЗ-840 размерности 140/140 мм (несколько больше размерности 130/140 у ЯМЗ-238/240) конфигурации V8 и V12. Эти
дизельные двигатели предназначались для
оснащения автомобилей БелАЗ.
ЯМЗ-8463 был разработан на основе
появившегося в 1991 году ЯМЗ-846. Двигатель
оснастили двумя турбокомпрессорами,
позволившими снять с 17,24-литрового
двигателя 750 л. с. при 2500 об/мин на стенде.
В 1994 году команда завода взяла за основу
семейство двигателей ЯМЗ-840, в генерации
ЯМЗ-846 (годы производства 1991—1998, ракетный комплекс Тополь-М) для разработки нового дизельного
двигателя для раллийного грузовика КамАЗ.
В 1973 году производство ЯМЗ-840 было передано и на ТМЗ, где дизельный двигатель производился под маркировкой ТМЗ-840. В 1991 году развернулось производство дизелей семейства ТМЗ-846 (V8) на Тутаевском Моторном Заводе, дизеля поставлялись для тактического ракетного комплекса Тополь-М вплоть до 1998 года.
С 2011 года завод начал производство дизелей ТМЗ-7Э846 для раллийных модификаций грузовых автомобилей КамАЗ-4326-9.

## Описание
Двигатель дизельный, с турбонаддувом, V-образный, восьмицилиндровый четырёхтактный, назначение — оснащение грузовых спортивных автомобилей.
Конструкция дизеля устаревшая, 1970-х годов (база ЯМЗ-840), а потому достаточно неприхотлив и надежен, серийно ставится на спортивные грузовики КамАЗ-4911, КамАЗ-4326-9 взамен ЯМЗ-7Э846.10-07, снятого с производства.

## Устройство
Система питания — механический ТНВД, по одной насосной секции на цилиндр, с непосредственным впрыском. Расположен в развале блока цилиндров. Впускные трубопроводы расположены в развале блока цилиндров. Клапанный механизм OHV, клапаны расположены (по 4 на цилиндр) в головке блока и приводятся через коромысла и штанги от нижнего распределительного вала, находящегося в блоке цилиндров и приводимого в движение через две шестерни, расположенные на переднем конце двигателя и закрытые крышкой. Штанги имеют роликовые толкатели. У коленчатого вала шатунные шейки расположены под углом 90° (ЯМЗ-8463), что обеспечивает равномерные вспышки каждые 90°. Шатуны смещённые. Охлаждение двигателя жидкостное. Гильзы цилиндров отлиты из высокопрочного чугуна. Все впускные и выпускные клапаны снабжены двумя пружинами. Специальным замком тарелка пружины соединяется с клапаном, обеспечивая его вращение при работе двигателя
Распределительный вал стальной, штампованный, движение от кулачков, индивидуальных для каждого клапана, передаётся штангами с роликовыми толкателями. Коленчатый вал изготовляется горячей штамповкой из стали. 1-й и 4-й кривошипы расположены под углом 180° в плоскости, перпендикулярной к плоскости 2-го и 3-го кривошипов, смещённых относительно друг друга тоже на 180°.
Топливный насос высокого давления (ТНВД) 8-и плунжерный, размещён между рядами цилиндров. Привод — центробежной муфтой с авторегулированием опережения впрыска топлива. Все плунжеры расположены в ряд.
Поршни отливаются из высококремнистого алюминиевого сплава, каждый имеет 2 компрессионных кольца и 1 маслосъёмное.
Тип: дизельный;
Диаметр цилиндра: 140 мм;
Ход поршня: 140 мм;
Клапанный механизм: OHV (нижневальный, верхнеклапанный);
Расположение цилиндров: V-образное, под углом 90 градусов;
Охлаждение: жидкостное;
Материал блока цилиндров: чугун;
Система питания: механический рядный ТНВД;
Число тактов: 4.
Конструкцию двигателей семейства ЯМЗ-840
характеризуют следующие решения:
- применение индивидуальных для каждого

цилиндра унифицированных головок
цилиндров (аналогично дизелю КамАЗ-740), позволившее упростить
конструкцию отливки, унифицировать головки
цилиндров для двигателей с различным
числом цилиндров, улучшить
приспособленность двигателя к ремонту и
упростить проблему уплотнения газового
стыка;
- использование стальных прокладок

кардинально решило проблему уплотнения
газового стыка и регулировку надпоршневого
зазора за счёт установки прокладок
различной толщины;
- применение поршней с относительно

короткой юбкой, с двумя компрессионными и
одним маслосъёмным кольцом позволило
уменьшить габариты двигателя по высоте и
ширине, повысить жёсткость цилиндровой
части блока и гильз цилиндров, а также
повысить механический КПД двигателя за
счёт сокращения потерь на трение;
- использование полостного масляного

охлаждения поршней;
- конструкция привода газораспределения,

топливного насоса и агрегатов автомобиля от
заднего конца коленчатого вала обеспечивает
виброзащищённость двигателя и уменьшает
его шумность;
- применение четырёх клапанов на каждый

цилиндр двигателя с целью улучшения
наполнения и снижения насосных потерь,
профилированные впускные каналы,
обеспечивающие заданный момент закрутки
воздушного заряда, существенно повлияли на
улучшение топливной экономичности
двигателя;
- установлен эффективный гаситель

крутильных колебаний коленчатого вала с
целью снижения напряжений в его элементах;
- для повышения ресурса (более 10 тысяч

часов) шейки коленчатого вала азотированы;
- применены полнопоточные масляные

фильтры с высокой степенью очистки и
бессопловый центробежный масляный фильтр
для улучшения качества фильтрации масла,
выносные высокоэффективные воздушные
фильтры сухого типа предотвращают износы
цилиндров и улучшают показатели двигателя;
- гидравлическая или дисковая муфты в

приводе вентилятора обеспечивают
автоматическое и ручное управление
включением вентилятора;
- применён встроенный (в систему

охлаждения двигателя) охладитель
наддувочного воздуха типа «вода-воздух»
для снижения теплонапряжённости, улучшения
экономичности и ресурса;
- в процессе отработки конструкции

подобраны оптимальные фазы
газораспределения, форма камеры сгорания,
угол опережения впрыска топлива, элементы
топливной системы с целью получения
высоких показателей по топливной
экономичности, дымности, токсичности и
шуму;
- применены новые ТНВД с максимальным

давлением впрыска топлива до 1000 кГс/см2

## Настоящее время
Данные дизели модернизируются на ТМЗ.

## ТМЗ-7Э846.10-07
Это семейство дизельных двигателей для спортивных грузовых автомобилей, выпускаемых Тутаевским моторным заводом.
Тип: дизельный;
Диаметр цилиндра: 140 мм;
Ход поршня: 150 мм;
Клапанный механизм: OHV (нижневальный, верхнеклапанный);
Расположение цилиндров: V-образное, под углом 90 градусов;
Охлаждение: жидкостное;
Материал блока цилиндров: чугун;
Система питания: механический рядный ТНВД;
Число тактов: 4.